# Sinh lực luận

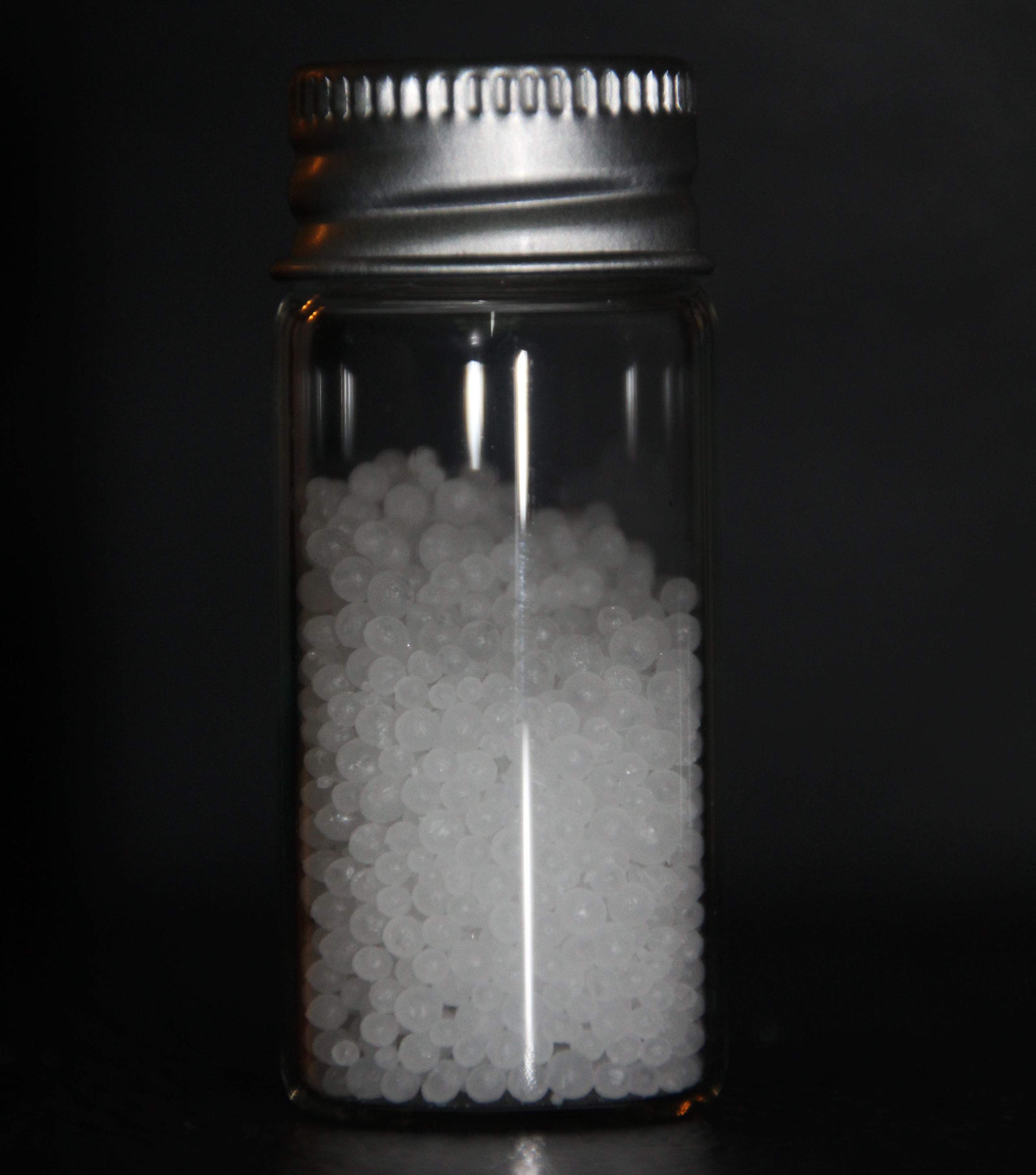
Việc tổng hợp urê (năm 1828) là bằng chứng chống lại sinh lực luận.

Sinh lực luận là lý thuyết cho rằng tất cả các sinh vật sống khác cơ bản với các thực thể vô sinh ở chỗ chúng chứa một hoặc vài yếu tố phi vật chất hoặc bị chi phối bởi các nguyên tắc khác với những vật vô tri". Yếu tố nào làm cho thực thể có sự sống gọi là lực sống (vitas), từ đó, phát sinh ra các nguyên tắc sinh học, không có trong chất vô cơ và vật vô sinh. Đây là một niềm tin nhiều hơn là một lý thuyết khoa học, phổ biến vào những năm đầu của thế kỉ XIX.

## Từ nguyên
Sinh lực luận là thuật ngữ trong Triết học và Sinh học, có nguồn gốc từ tiếng Pháp là vitalisme, đã được dịch là lý thuyết về lực sống hoặc ngắn gọn hơn là sinh lực luận. Thuật ngữ "vilalisme" này có nguồn gốc từ tiếng La tinh là vis vitalis.

## Nội dung tóm tắt
- Theo lý thuyết này, thực thể nào có sự sống (tức là sinh vật) thì phải có lực sống (vitas), ngược lại, thực thể nào không có "lực sống" này thì phải là vật vô sinh, nghĩa là lực sống như "linh hồn". Vì thế, trong tiếng Anh, lý thuyết này gọi là vitalism, còn người nào chủ trương theo thuyết này gọi là vitalist (nhà sinh lực luận).[6][7]
- Jöns Jakob Berzelius, một trong những cha đẻ của hóa học hiện đại là một nhà sinh lực luận, vì ông đã lập luận rằng lực sống  phải tồn tại bên trong cơ thể sống để duy trì các chức năng của nó. Do đó, vật chất hữu cơ của cơ thể sinh vật không thể được tạo ra ngoài cơ thể sinh vật, nghĩa là không thể tổng hợp từ các thành phần vô cơ. Tuy nhiên, năm 1828 thì Friedrich Wöhler đã tổng hợp thành công urê của người từ các thành phần vô cơ.
- Ngoài lĩnh vực khoa học, lý thuyết này bị chỉ trích là ngụy tạo. Chẳng hạn như Molière nổi tiếng đã nhại lại lời lập luận như một ngụy biện của lang băm trong một tác phẩm của mình.[8] Còn Thomas Henry Huxley cũng không tán thành.[9]

Sinh lực luận là một lý thuyết duy tâm, tuy nhiên đã ứng dụng trong chữa bệnh như là một triết lý y học, bởi vì một bệnh phát sinh là kết quả của sự mất cân bằng trong các lực sống. Tuy nhiên đến giữa thế kỉ XIX thì lý thuyết này đã bị bác bỏ và được xem là môn khoa học giả (pseudoscience).